# Atsushi Sugie
| 3997 Taga             | 6 dicembre 1988   |
| 4289 Biwako           | 29 ottobre 1989   |
| 4352 Kyoto            | 29 ottobre 1989   |
| 4461 Sayama           | 5 marzo 1990      |
| 4873 Fukaya           | 4 marzo 1990      |
| 4952 Kibeshigemaro    | 26 marzo 1990     |
| 5008 Miyazawakenji    | 20 febbraio 1991  |
| 5330 Senrikyu         | 21 gennaio 1990   |
| 5332 Davidaguilar     | 16 febbraio 1990  |
| 5435 Kameoka          | 21 gennaio 1990   |
| 5440 Terao            | 16 aprile 1991    |
| 5448 Siebold          | 26 settembre 1992 |
| 5618 Saitama          | 4 marzo 1990      |
| 5623 Iwamori          | 20 ottobre 1990   |
| 5825 Rakuyou          | 21 gennaio 1990   |
| 6024 Ochanomizu       | 27 ottobre 1992   |
| 6100 Kunitomoikkansai | 9 novembre 1991   |
| 6139 Naomi            | 10 gennaio 1992   |
| 6199 Yoshiokayayoi    | 26 gennaio 1992   |
| 6306 Nishimura        | 30 ottobre 1989   |
| 6321 Namuratakao      | 19 gennaio 1991   |
| 6326 Idamiyoshi       | 18 marzo 1991     |
| 6329 Hikonejyo        | 12 marzo 1992     |
| 6655 Nagahama         | 8 marzo 1992      |
| 6657 Otukyo           | 17 novembre 1992  |
| 6794 Masuisakura      | 26 febbraio 1992  |
| 7019 Tagayuichan      | 8 marzo 1992      |
| 7021 Tomiokamachi     | 6 maggio 1992     |
| 7023 Heiankyo         | 25 maggio 1992    |
| 10142 Sakka           | 15 novembre 1993  |
| 10143 Kamogawa        | 8 gennaio 1994    |
| 12349 Akebonozou      | 14 aprile 1993    |

Atsushi Sugie (杉江淳?, Sugie Atsushi; ...) è un astronomo giapponese.
Il Minor Planet Center gli accredita la scoperta di centoventidue asteroidi, effettuate tra il 1988 e il 2000.
Gli è stato dedicato l'asteroide 3957 Sugie.